# Kazma Kazmitch
Kazma Kazmitch, vlastním jménem Kamil Bartošek, (* 26. května 1985 Kroměříž) je český internetový producent, influencer, moderátor a investor. Vystudoval obor Finance a daně na soukromé vysoké škole – Evropský polytechnický institut, s.r.o.. Později studoval mediální komunikaci na Literární akademii Josefa Škvoreckého, kterou nedostudoval. Od roku 2008 působil jako moderátor pořadu One Man Show na internetové televizi Stream.cz. Moderoval také pořad Ranní mejdan na Fajn rádiu.
Kazma vlastní několik bytů v Příbrami, byt v Praze a mnoho garáží (jen v pražských garážích se může jednat o majetek za 16 milionů korun). Podle webu eXtra.cz ho investice do příbramských nemovitostí vyšla na téměř deset milionů korun. V roce 2021 koupil byt na pražském Novém Městě za 13,5 milionu korun. Ten využívá jako své zázemí v metropoli. 
Jako průkopník videí na českém internetu ve své One Man Show zpovídal známé tváře českého showbyznysu. V roce 2015 společně s kolegou Markusem Krugem změnil koncept talkshow na show se žlutým trojúhelníkem v logu a začali vytvářet v české internetové produkci kousky s pokusy o mezinárodní přesah.

## Projekty

### Pořad Prostřeno
Jedním z projektů Kamila Bartoška (jaro 2017) bylo zrežírování fiktivně psychicky nemocného soutěžícího z televizního pořadu Prostřeno vysílaného na televizi Prima. Tajně najal amatérského herce Karla Ondrku, aby ztvárnil výstřední osobu s tříměsíční erekcí, chovající v bytě slepici, spící v rakvi a se zálibou ve starých ženách a sadomasochismu. Herec Ondrka měl během natáčení pořadu televize Prima v uchu ukryté sluchátko, prostřednictvím kterého ho Kazma řídil, o čemž štáb televize Prima nevěděl. Jídlo, které zdánlivě vařila postava herce Karla Ondrky, bylo v elektrické troubě se zadními dvířky vyměňováno za jídlo uvařené špičkovými profesionálními kuchaři v restauraci v přízemí domu. Toto jídlo z restaurace se do bytu dopravovalo po kladce, která byla v okně.
Kazma se zaštiťoval tvrzením, že se snažili veřejnosti osvětlit problematiku nemoci zvané Touretteův syndrom. Šlo o sociální experiment, za nímž stál Kazma a jeho One Man Show vysílaná internetovou televizí Stream. Kazma se svým štábem odhalil a natočil zákulisí výroby soutěžního pořadu Prostřeno. Šlo o „reality show na druhou“, výroba štábu, který natáčel reality show pro Primu, byla manipulována a řízena štábem Kazmy, který režíroval a dramaturgicky tvořil ústřední postavu show Primy. Tento projekt byl nejúspěšnějším a nejsledovanějším českým videem. K 12. září 2018 mělo video na Streamu přes 4,2 milionu zhlédnutí.

### 1/10 a Marešovo ferrari
V květnu 2018 se Leoš Mareš vsadil, že pokud ho někdo uvidí jet v jiném autě než v trabantu, dá mu svoje ferrari. Toho se rozhodl využít Kazma; naplánoval falešnou nehodu, při které musel Leoš Mareš, jedoucí v 6 hodin ráno do práce, zastavit a popojet s jiným autem. Kazma ho samozřejmě natočil a požadoval pak po něm slíbené ferrari, aby je mohl dát na dobročinné účely. Několikrát se s Marešem i setkal, aby se dohodli na předání, Mareš to ale odmítl. Místo toho mu nabídl 1 milion korun na dobročinné účely, to ale odmítl zase Kazma a na sociální sítě začal přidávat příspěvky typu: „Čekáme na klíče Leoši!“, fotky s ferrari atd. Statisíce Marešových fanoušků začaly psát Kazmovi nenávistné komentáře, což bylo dle pozdějšího Kazmovo vyjádření též záměrem, aby tuto reakci veřejnosti mohl později využít v písničce Cizí zeď.
Mezitím se všude stále více objevoval nápis „1/10“: na dálnicích, v kinech, ve městech, na koncertech nebo v různých televizních show jako třeba Tvoje tvář má známý hlas. Na internetové stránce 1z10.cz byl spuštěn odpočet dní, hodin, minut a sekund. Kampaň „1/10“ propagovali také různí lidé v politice, např. Dominik Feri. Ale až dne 12. září Kazma vydal nový díl One Man Show objasňující nejen Mareše, ale i symbol „1/10“ vyjadřující jediného z deseti řidičů, který zastaví u autonehody. Zároveň se z webu 1/10.cz stala stránka, kde byly umístěny příběhy různých lidí po autonehodě, trénink první pomoci od Červeného kříže atd. Kazma odhalil i to, že když minulý rok prodával předražený merch čepice a trička, všechny získané peníze šly na kampaň „1/10“. Vytvořil také s producentem Ondřejem Fiedlerem písničku Cizí zeď, ve které se objevuje řada známých zpěváků. Veškerý výdělek má jít na One Man Show Foundation, tedy na pomoc lidem po autonehodách.

### Amyotrofická laterální skleróza
Kazma pomáhal Michalovi z Olomouce, kterému diagnostikovali Amyotrofickou laterální sklerózu, nevyléčitelné onemocnění, které napadá centrální nervovou soustavu a zabraňuje mozku ovládat svaly. Většina z pacientů nemoci podlehne do dvou až pěti let. Forma pomoci byla splnění seznamu přání před smrtí. Kazma mu přání splnil a zároveň se pokoušel všechna přání splnit tak, aby za splnění přání nic neplatil, k čemuž chtěl využít pouze internetovou slávu.
Mimo jiné navštívili v Las Vegas iluzionistu Davida Copperfielda, viděli gorily ve volné přírodě ve Rwandě, navštívili Hobitín na Novém Zélandu, absolvovali největší volný pád na laně nad propastí, ubytovali se v Hollywoodu ve vile v hodnotě 280 milionů Kč a Kazma zajistil Michalovi audienci u papeže Františka. Pokud se Kazmovi některá činnost nepodařila zdarma splnit, publikoval reklamu na komerční výrobek, často nevhodnou či směšnou formou.

### Tripleshot
Tři odlišné příběhy. Tři projekty, které se nepodařilo dokončit.
Miloš Zeman
Tato část, která se natáčela v roce 2019 začíná upozorněním na technologii takzvaného deepfake, tedy možnost vložit do úst kohokoliv cokoliv, kdy to však vypadá naprosto důvěryhodně. Tento deepfake však nechtěli dělat digitální formou, ale podle baviče na to šli hezky postaru. Kvůli tomu si najali profesionálního imitátora Petra Martináka, který má velmi dobře nastudovaného právě Miloše Zemana. Video však nebylo určené pro Českou republiku, kde by se rychle provalilo, že jde o falešné video. Video nemělo prezidenta nijak srážet a hanit, ale právě naopak, chtěli natočit pravý opak, náhodný akt laskavosti. Scénář byl takový, že náhodný kolemjdoucí v Pekingu zachytil na video vládní kolonu s prezidentem, která neplánovaně zastavila na ulici. Takové video se i natočilo. Zádrhel však byl takový, že jim Čína odmítla vydat víza do Číny, takže video byli nuceni natočit na polské vesnici, kdy ji digitálními úpravami upravili do takové podoby, že to opravdu vypadalo jak v ulicích Pekingu. Ve videu je též vidět, že falešný prezident předal čínské stařence krabici. Kazma se inspiroval krtečkem, kterého se snažil prezident Zeman v Číně prosadit. Prohlašoval o něm, že je to excelentní exportní artikl. V krabici totiž měl být plyšový kosočtverec s čárkou uprostřed, tedy symbol pro ženský pohlavní orgán. Symbol kosočtverce s čárkou uprostřed je prý výlučně česká záležitost, kdy ve světě nikdo nemá tušit, o co jde. Video tedy mělo za cíl zvýšit zájem o tento český produkt. Na podporu tohoto symbolu měla vzniknout v Číně reklamní kampaň i s podporou animovaných seriálů. Po tom, co se prezident Zeman vracel z Číny, tým kolem Kazmy skrz falešný e-mail a šifrované připojení poslal video do většiny zahraničních redakcí. Kazma si myslel, že o hrdinském kousku bývalého českého prezidenta Zemana bude psát celý svět. To se však nestalo. Článek o videu totiž nikde nevyšel. Zjistila to však česká média a prezidentův mluvčí Jiří Ovčáček snímek označil za roztomilý fake. Video mohli podle baviče pojmout jinak, když by prezidenta Zemana zesměšnili, a řešil by to celý svět. To však nechtěli.
Calais
Nejdříve se bylo nutné přenést do roku 2016, kdy se řešila uprchlická krize. Aktuální byl i problém útoků uprchlíků na řidiče kamionů či naskakování k nim do vozu, věříc, že se takto dostanou do Anglie. Plán Kazmy byl takový, že vyrazí do uprchlického tábora Calais ve Francii, kdy si pořídili vlastní náklaďák, do něhož měli naskákat podle slov Kazmy „ti největší grázlové z tábora“, které poté měli zdarma převézt. Migranti si budou myslet, že jedou k francouzsko-britskému pobřeží, avšak ve skutečnosti pojedou v kamionu ke španělskému pobřeží ke Gibraltaru. Tam je naloží na lodě a pojedou nikoliv do Anglie, ale zpátky do Afriky. Následně se vydali do samotného tábora Calais, kdy je policista, hlídající oblast, upozornil, že to tam je nebezpečné, jelikož tam měli za poslední dobu mnoho útoků na novináře, a vyzval je k opatrnosti. Do tábora se jim podařilo nasadit již týden před tím, než tam osobně dorazili, uprchlíka Maria, kterého poznali díky castingu na film o uprchlících. Ten již v minulosti byl v Calais, následně se tam tedy vrátil. V táboře se setkali se svým člověkem Mariem a následně se přesunuli k lidem, kteří tam týden před tím znásilnili překladatelku a okradli kamerový štáb. Domluvili se na tom, že vyrazí pozdě v noci, aby je policisté neviděli. Museli tedy v táboře strávit noc, na což byli vybaveni růžovými stany pro děti. Nešlo to však podle plánu, jelikož v táboře začaly hořet stany. To nejhorší však přišlo, když se jim do stanu prořezal uprchlík s nožem a okradl je o jejich zavazadla. Natáčení tedy museli předčasně ukončit. Po cestě jim ještě dodávku napadli migranti a rozbili jim čelní sklo.
Václav
V této části se opět vrací do roku 2016. Hrdinou příběhu je bezdomovec Václav. Žije v maringotce u lesa a už desítky let se vyhýbá civilizaci. Kazma měl také s Václavem velké plány. Chtěl z něj udělat milionáře. Poukazuje zde na postavení ve společnosti, důvěru v člověka a vlivnost, díky které se může Václav dostat do vysoké politiky. Václav tedy musel projít vizuální proměnou a také se naučit základy etikety. Důležitá je podle Kazmy také uvěřitelná historie a proto využijí článku o neznámém českém výherci Jackpotu ve výši dvě a půl miliardy korun. Václava přejmenují na Oskara Omsberga a začnou předstírat, že právě on je ten neznámý výherce. Bylo potřeba, aby získal důvěryhodný kredit v lepší společnosti a s tím mu měla pomoci jeho kamarádka, zpěvačka Ewa Farna. Kazma se proto zaměřil na tehdejší galavečer předávání cen Český slavík 2016. Václav vše zvládl na výbornou. A podle baviče šlo o pořádný viral. Tento husarský kousek měl být podle něj jen začátek. Vše se ale nakonec zvrtlo díky zmizení Václava. Později bylo jeho zmizení vysvětleno tím, že zkrátka svět showbysnysu není nic pro něj. Příběh končí tím, že si známý bavič s Václavem vše vyříká.

### Zakopal jsem auto
Kazma zakopal v Kladně svůj Land Rover. V kufru byl 1 000 000 Kč. Soutěž byla z důvodu covidu-19 odložena. Původně měla začít v říjnu 2020, ale nakonec vše vyvrcholilo až v červnu o rok později. Pětice soutěžících, čtyři muži a žena, si namátkově vybrala body, kde by se auto mohlo nacházet a vyrazila s lopatou a krumpáčem místo označit. Vítězem se stal Jakub z Karlovarska, který jako jediný označil místo správně. Poté jeřáb vyhrabal kontejner plný tekutého bahna, ze kterého nakonec vyjel nepoškozený bílý Land Rover a v jeho kufru byl skutečně kufřík s milionem korun. Vše bylo propojené i s televizním přenosem, nechyběl ani moderátor Karel Voříšek, závěrečný ohňostroj a diskotéka.